# Acanthochondria sicyasis
Acanthochondria sicyasis – gatunek widłonoga z rodziny Chondracanthidae. Opisał go w 1863 roku duński badacz fauny morskiej Henrik Nikolai Krøyer, nadając mu nazwę Chondracanthus sicyasis.